# Рут Вальдштеттер
Рут Вальдштеттер (12 листопада 1882, Базель — 26 березня 1952, Арлесгайм) — псевдонім швейцарської письменниці та журналістки Марти Беренс-Герінг. Вальдштеттер публікувала вірші, оповідання, романи та драми і була однією з небагатьох швейцарських авторів свого часу, чиї п'єси ставилися на відомих сценах.

## Життя і творчість
Рут Вальдштеттер закінчила школу в Базелі (підготовка вчителів), а потім вивчала мову в Базелі, Великій Британії та Німеччині. Перший роман («Вибір») був опублікований у 1910 році С. Фішером у Берліні та зробив Вальдштеттер відомою письменницею. У 1915 році вона вийшла заміж за поета і книготорговця Едуарда Беренса і переїхала до Берна, де написала багато інших творів. У 1917 році — успішний роман «Душа», який був опублікований кілька разів, і дві драми, які були поставлені в Бернському міському театрі. У 1922 році вона розлучилася з чоловіком і працювала в Парижі кореспондентом Basler National-Zeitung, де вона також працювала театральним критиком з 1923 року після повернення до Швейцарії. У результаті були створені інші твори, переважно оповідання, а також роман «Фатальний рік» (1949). Вальдштеттер була активним членом правління ПЕН-клубу, а з 1933 по 1941 рік також брала участь у правлінні Асоціації швейцарських письменників. Вона неодноразово виступала за права жінок, наприклад, у 1920 році вона опублікувала думки про виборче право жінок і виступила з лекцією про жінок у німецько-швейцарській літературі на другому Швейцарському конгресі інтересів жінок у Берні в 1921 році. Рут Вальдштеттер померла у бідності в Арлесгаймі в 1952 році.

Протистояння молодих людей, особливо жінок, корсету суспільних умовностей та очікувань було постійною темою її робіт. Його вже можна почути у невеликій збірці ліричних віршів, яку Вальдштеттер опублікувала, коли їй було близько 18 років, тоді ще під своїм справжнім іменем Марта Ґірінг. Ось приклад:
У травні

Не виходь сама

В ясні, прекрасні ночі

У травні:

Вітри шепочуть тихо,

Шепочуть солодку пісню,

Яку тобі не слід чути,

Дівчино!

Не сиди мрійливо сама

Під кущами бузку

У травні,

Де при будівництві гнізд

Пташки довіряють одна одній

Те, чого тобі не слід знати,

Дівчино!

Не слухай у сутінках

Стукоту свого серця

У травні:

Із цього темного стуку

Лунають сповнені туги питання,

Яким тобі не слід вслухатися.

     Дівчино! 
Значна частина оповідань також присвячена цій темі. Герої — переважно забезпечені громадяни, хоча їм часто загрожує економічний спад. Їхня свобода обмежена як економічними обмеженнями, так і соціальними зв'язками. У першому романі, «Вибір», наприклад, головний герой, всупереч своїм глибинним потребам і побоюванням, вирішує одружитися з коханою свого дитинства, оскільки маєток жінки, який він привозить із собою, дає йому змогу отримати частку в компанії покійного батька свого дядька, якою той керує скоріше погано, ніж добре, і, таким чином, мати вплив на хід бізнесу. Однак неминуче «спільне життя подружжя стає болісним існуванням ув'язненого» оскільки він починає більше реалізовувати свої схильності та розвивати соціальну прихильність, до чого його дружина та її родина не мають розуміння.
У другому романі «Душа» саме молода героїня Шарлотта Гох цілеспрямовано й послідовно, але водночас виважено й розсудливо переслідує свої інтереси: вона бореться з тим, що, здається, долею жінок її класу:
«Трохи вишиваємо, трошки випікаємо, трішки бринькаємо — а потім, нарешті, візьмемо першого чоловіка, який, можливо, й гадки не має, що нас хвилює, але водночас є високою дороговказною зіркою над нами!»
Натомість вона хоче вчитися, щоб надати своєму життю сенс через відповідну роботу, але спочатку стикається з опором матері, якій вона зрештою може подолати завдяки підтримці людей, які добре до неї ставляться. Попри весь суспільно-критичний потенціал, закладений у таких констеляціях, у Вальдштеттер відсутній агресивний, бойовий тон. (Це також стосується, зокрема, такого тексту, як стаття в журналі «Думки про виборче право жінок» .) Головний інтерес Вальдштеттер в цьому романі полягає не стільки в соціальній критиці, скільки в психологічно-екзистенційному аспекті, в глибоко відчутному первісному, властивому людині: «душевна природа цієї Шарлотти Гох виходить далеко за межі того, щоб роман розвитку завершувався досягненням професійної реалізації життя». Справа не в тому, щоб стати медсестрою, а в тому, щоб стати душею, як то кажуть".
Дві коротші історії, які стосуються травматичних прикордонних переживань війни, також стосуються глибоко переживаних речей: у «Непотрібній людині» ми читаємо листування між інвалідом війни, який виживає лише завдяки відданій турботі медсестри, але який залишиться прикутим до ліжка. — тому він описує себе як «нікчемну людину» — і ту саму медсестру. Саме від вдячності, яку їй виказує пацієнт, вона отримує сили виконувати свою напружену роботу у військовому шпиталі. А в «Покликаному» розкривається екзистенційний вимір воєнних переживань: наприкінці війни солдат усвідомлює, що екстремальні ситуації зробили з нього іншу людину. Всупереч очікуванням оточуючих, які сподіваються на відновлення його багатообіцяючої мистецької кар'єри, він знає, що має зробити щось інше, більш істотне. Він ще не впевнений, що це точно означає; і перш ніж він повинен прийняти рішення, смерть наздоганяє його, коли його використовують як медика у вуличних боях.
Ранні драми розповідають про соціальні проблеми того часу: про відповідальність митця перед своєю творчістю, яка суперечить його відповідальності перед ближніми («Художник»), а також про відстоювання власної думки дружини, не погоджуючись на шлюб під загрозою, якщо чоловік має категорично іншу думку (сім'я). Пізніше «Народження Мерліна» розгортається в «поетично-легендарному світі легенд» і описує боротьбу між таємною мудрістю, яку розуміють як кельтську, яка поєднує в собі елементи християнського містицизму, з одного боку, і прогресуючою, догматичне, офіційне церковне християнство з іншого: «Це показує два полюси писання Вальдштеттер: критика і бунт з одного боку, резигнація, інтерналізація, одухотворення з іншого. Інша сторона також характеризується різким, важко зрозумілим переходом з одного боку на інший, від опору до відступу — крихке зіставлення соціальної критики та прагнення до інтелектуальної гармонії». Великий опус Вальдштеттер також є підсумком її творчості: роман «Фатальний рік» . Багато тем і мотивів із попередніх робіт підхоплюються й об'єднуються тут: жінка між роботою та сім'єю, відповідальність художника, сенс страждання та релігійність, далека від будь-якого догматизму, яка дає людям «братерство в божественному походженні» . Поряд із релігією, а в певному сенсі навіть перед нею, у цьому творі саме музика виступає як головний засіб, здатний виразити сутність буття. П'єр, священник, в одній з розмов із композитором Полем, своїм братом, говорить, що музика — це «мова, яка підносить усе у сферу значущого. Не те, що наше бурмотіння!»

## Нагороди
- Кілька творів Вальдштеттер були відзначені швейцарським фондом Шиллера, зокрема «Вибори» 1911 року, "Дім «Zum Grossen Kefig» 1914 року та «Срібний дзвін» 1938 року. У 1942 році Вальдштеттер отримала почесний подарунок. Внески, які не були пов'язані з жодною роботою, з'являлися ще сім разів між 1917 і 1935 роками.[6]
- Почесна премія Базельського державного літературного кредиту (за роман «Фатальний рік») 1950.

## Твори (вибірка)

### Літературні твори
- Ліричні вірші. 4 сторінки, без вказівки видавництва, без року (ймовірно 1899).
- Вибір. Роман. S. Fischer, Берлін 1910.
- Будинок «Zum grossen Kefig». Оповідання. Gebr. Paetel, Берлін 1913.
- Плід виховання. Оповідання. Берн 1916.doi:10.5169/seals-636443
- Маленький буржуа. Оповідання. Цюрих 1916. doi:10.5169/seals-575266
- Похоронна промова. Цюрих 1916. doi:10.5169/seals-573203
- Душа. Роман. A. Francke, Берн 1917.
- Страждання. Оповідання. Huber, Fraunenfeld 1917
- Митець. Драмолєт. / Сім'я. П'єса у трьох актах. A. Francke, Берн 1919.
- Невигідна людина. Оповідання. A. Francke, Берн 1921.
- З самотності. Вірші. Geering, Базель 1921.
- Підйом. Три оповідання. Товариство для поширення хорошої літератури, Базель 1923.
- Таке життя. Оповідання. CF Müller, Карлсрує 1930.
- Народження Мерліна. Драматична поезія в трьох картинах (за бретонською легендою). Музика Ян Стютен. Видавництво Рудольфа Геєрінга, Базель 1934.
- Роберт і Алікс. Сцена. У: Басельська поетична книга, 1935. В ред. Державної комісії з підтримки вітчизняної літератури. Schwabe, Базель 1935, стор. 127—140.
- Срібний дзвінок. Оповідання. A. Francke, Берн 1937. Історії Нюхтердінгера. З останніми Фріца Круменахера. У: Нова швейцарська бібліотека, том 71. Швейцарський друкарсько-видавничий дім, Цюрих [1944], стор. 3–83.
- Фатальний рік. Роман. Губер, Фрауненфельд 1949.

### Лекції та реферати про політику та літературу
- Думки про виборче право жінок. У: Швейцарія, швейцарський ілюстрований журнал. Том 24, Цюрих (1920), сторінки 98–100. doi:10.5169/seals-572055
- Жінка в німецько-швейцарській літературі. У: Доповідь про другий Швейцарський конгрес інтересів жінок, Берн, 2–6. Жовтень 1921 року. Bern 1921, стор. 173—177.
- Жінка в парламенті. У: Швейцарія, швейцарський ілюстрований журнал. Том 25, Цюріх (1921), стор. 150—152. doi:10.5169/seals-572211
- Сучасна драма. У: Швейцарські щомісячні журнали про політику та культуру . Том 1, Випуск 2. Видавництво кооперативу для видання швейцарських щомісячних журналів для політики та культури, Цюріх (квітень 1921–березень 1922), стор. 79–82. doi:10.5169/seals-153992

## Веб-посилання
- Ruth Waldstetter німецькою, французькою та італійською //  Історичний словник Швейцарії.
- Бібліографія. Рут Вальдштеттер // Німецька національна бібліотека
- Lexikonartikel zu Ruth Waldstetter, auf der Website von Charles Linsmayer
- Ruth Waldstetter bei bibliomedia